# HD DVD
HD DVD е изоставен формат оптични дискове за съхранение на цифрови данни в това число и видео с висока резолюция. HD DVD формата е използван най-много от Тошиба и е сочен за наследник на обикновения DVD формат. Но през февруари 2008 г. Тошиба обявява, че изоставя формата и преустановява производството на HD DVD устройства и плеъри, с което е сложен край на разгорялата се „война на форматите“, което налага на пазара формата Blu-ray.
HD DVD дисковете имат капацитет от 15 GB, а двуслойните 30 GB. Според физическия формат HD DVD дисковете се делят на: HD DVD-ROM, HD DVD-R и HD DVD-RW.